# Februari 2011
| Februari 2011 |
| Månader under 2011: Januari · Februari · Mars · April · Maj · Juni · Juli · Augusti · September · Oktober · November · December ← December 2010 · Januari 2012 → |

## Händelser

### 3 februari
- SVT:s korrespondent i Egypten Bert Sundström blir misshandlad och förs till sjukhus för knivhugg i ryggen och magen men klarar sig.

### 11 februari
- Egyptens president sedan 1981, Hosni Mubarak, avgår efter omfattande protester mot honom och landets regim [1].

### 15 februari
- Protester mot kungafamiljen i Bahrain leder till att flera personer dödas och eller skadas.

### 17 februari
- Omfattande protester inleds i Libyen mot Muammar al-Gaddafi, landets diktator sedan 1969.